# Сухлянка двухлетняя
Сухля́нка двухле́тняя, также двуле́тняя, или тёмная (лат. Coltricia perennis) — широко распространённый вид грибов, входящий в род Сухлянка (Coltricia) семейства Сухлянковые (Coltriciaceae) порядка Гименохетовые (Hymenochaetaceae).

## Описание
Наземный трубчатый гриб с чётким разграничением на шляпку и ножку. Плодовые тела живут в течение одного года, однако нередко перезимовывают и остаются высохшими ещё некоторое время. Шляпка 1—8 см в диаметре, сначала воронковидная, затем уплощающаяся, с бархатистой, с возрастом оголяющейся поверхностью, окрашенной в различные оттенки красно-коричневого, жёлто-коричневого или сероватого цвета. Трубочки гименофора короткие, с возрастом немного удлиняющиеся, нисходящие на ножку. Поры угловатые до округлых, обычно крупные, до 1 мм в диаметре, беловатые или сероватые, с возрастом ржаво-буроватые.
Мякоть кожистая, шелковисто-волокнистая, жёсткая, желтовато-коричневая, без особого вкуса и запаха.
Ножка центральная, цилиндрическая, до 3,5 см длиной, бархатистая, у молодых грибов жёлто-бурая, затем красно-коричневая.
Споровый отпечаток охристого цвета.
Несъедобный гриб, обладающей очень жёсткой мякотью.

## Экология и ареал
Космополит с очень широким ареалом, приуроченный в основном к сосне. Произрастает как в горах, так и на равнинах. В тропических регионах редок, в то время как в субтропиках весьма обычен. Чаще произрастают группами в сухих местах. Не является дереворазрушающим видом.
По термоклиматическим параметрам  – вид умеренно теплого климата – среднее значение фактора – 4,7. Величина варьирует от 4,3 до 5,5; (5 ступень шкалы фактора – среднехолодостойкие). Относительно условий влажности вид встречается как на сухих почвах, так и на свежих (4-я ступень шкалы Элленберга) почвах при среднем значении параметра 4,2 (3,9—4,5).

## Применение в народной медицине
Сухлянка двулетняя – потенциально лекарственное сырье, ее плодовые тела применяются в народной медицине в качестве противоопухолевого средства и иммуномодулятора. Однако химический состав изучен слабо, выделен только полисахаридный комплекс. Водный настой плодовых тел используется при заболеваниях мочевого пузыря, болезненных менструациях, для лечения геморроя, мастопатии и некоторых раковых опухолей.

## Синонимы
- Boletus confluens Schumach., 1803, nom. illeg.
- Boletus cyathiformis Vill., 1789
- Boletus fimbriatus Bull., 1786
- Boletus infundibulum Roth, 1797
- Boletus lejeunii L.Marchand, 1826
- Boletus leucoporus Holmsk., 1799
- Boletus perennis L., 1753basionym
- Boletus perfossus L.Marchand, 1826
- Boletus subtomentosus Bolton, 1788, nom. illeg.
- Coltricia connata Gray, 1821, nom. superfl.
- Microporus perennis (L.) Kuntze, 1898
- Ochroporus perennis (L.) J.Schröt., 1888
- Pelloporus fimbriatus (Bull.) Quél., 1886
- Pelloporus parvulus Lázaro Ibiza, 1916
- Pelloporus perennis (L.) Quél., 1886
- Polyporus lazaroanus Sacc. & Trotter, 1925
- Polyporus lazaroi Trotter, 1925
- Polyporus parvulus Lázaro Ibiza, 1916, nom. illeg.
- Polyporus perennis (L.) Fr., 1821
- Polyporus scutellatus I.G.Borshch., 1856
- Polystictus decurrens Lloyd, 1908
- Polystictus perennis (L.) P.Karst., 1879
- Polystictus prolifer Lloyd, 1908
- Trametes perennis (L.) Fr., 1849
- Xanthochrous perennis (L.) Pat., 1900
- Xanthochrous perennis var. fimbriatus (Bull.) L.Corb., 1929